# Toy Soldiers (canción)
«Toy Soldiers» es una canción interpretada por la cantante estadounidense Martika, publicada como el segundo sencillo de su álbum debut homónimo el 26 de abril de 1989, a través de la compañía discográfica Columbia Records La canción ocupó la primera posición de la Billboard Hot 100 durante dos semanas y alcanzó la posición 5 de la UK Singles Chart. Martika es acompañada en el coro por sus antiguos compañeros en el programa de televisión Kids Incorporated. Entre sus compañeros estaban Fergie, Rahsaan Patterson, Renee Sands, Devyn Puett y Jennifer Love Hewitt. El sencillo recibió una certificación dorada de la RIAA. Martika realizó una versión de la canción en español bajo el título de «Como un juguete». Eminem hizo un sample de la canción en «Like Toy Soldiers», el tercer sencillo de su álbum Encore.

## Video musical
El video musical muestra la relación entre Martika y un drogadicto. Mientras la adicción del hombre aumenta, Martika sufre al recordar cómo era la relación al principio. Sin que Martika pueda ayudarlo, el drogadicto muere y se puede ver a la cantante colocando flores en su tumba. 

## Listas de popularidad
| Lista (1989)                      | Posición más alta |
| --------------------------------- | ----------------- |
| Australian Singles Chart          | 5                 |
| Billboard Hot 100                 | 1                 |
| Irish Singles Chart               | 3                 |
| Listas musicales de Alemania      | 5                 |
| Nederlandse Top 40 (Países Bajos) | 17                |
| New Zealand Singles Chart         | 1                 |
| Sverigetopplistan (Suecia)        | 4                 |
| Swiss Record Charts               | 3                 |
| UK Singles Chart                  | 5                 |